# Laguna Loromayu
La laguna Loromayu es una laguna altoandina de Bolivia, ubicada al suroeste del departamento de Potosí, a una altitud de 4666 m s. n. m. Tiene unas dimensiones de 4,16 km de largo por 3,14 km de ancho y una superficie de 12 km². Esta laguna presenta tres penínsulas la más grande de 1 km de largo ubicada al sur, además de pequeñas lagunas a su alrededor.
Se encuentra cerca de la laguna Coruto una de las más grandes de la zona y a 14 km al sur del volcán Uturuncu.
- Datos: Q3064887